# Eliaçık
Eliaçık (früher Köpekli) ist ein ehemaliges Dorf im Landkreis Bismil der türkischen Provinz Diyarbakır. Eliaçık liegt etwa 56 km östlich der Provinzhauptstadt Diyarbakır und 13 km nordwestlich von Bismil. Eliaçık hatte laut der letzten Volkszählung 781 Einwohner (2014). Seit einer Gebietsreform 2014 ist der Ort ein Ortsteil der Kreisstadt Bismil.
Die Bevölkerung besteht hauptsächlich aus sunnitischen Türken. Eliaçık ist neben Aralık, Bakacak, Karamusa, Köseli, Recep, Türkmenhacı und Ulutürk eines der wenigen von Türken besiedelten Dörfer in der Provinz Diyarbakır.